# Desio
Desio är en stad och kommun i provinsen Monza e Brianza i regionen Lombardiet i norra Italien. Kommunen hade 41 942 invånare (2018) och gränsar till kommunerna Bovisio-Masciago, Cesano Maderno, Lissone, Muggiò, Nova Milanese, Seregno och Varedo.